# Lincoln County (Minnesota)
 For alternative betydninger, se Lincoln County. (Se også artikler, som begynder med Lincoln County)
Lincoln County er et county i den amerikanske delstat Minnesota. Amtet ligger i den sydvestlige del af delstaten og grænser op til Yellow Medicine County i nord, Lyon County i øst og mod Pipestone County i syd. Amtet grænser desuden op til delstaten South Dakota i vest.
Lincoln Countys totale areal er 1.420 km² hvoraf 30 km² er vand. I 2000 havde amtet 6.429 indbyggere. Amtets administration ligger i byen Ivanhoe.
Amtet har fået sit navn efter USAs 16. præsident Abraham Lincoln.
I amtets største by (Tyler) ligger det oprindeligt danske kvarter Danebod, der blev grundlagt i 1885 af danske evangeliske lutheranere og stadig fejrer tilhørsforholdet til Danmark med en årlig festival: Æbleskiver Days.